# Даниилидис, Костас
Константи́нос «Ко́стас» Даниили́дис (греч. Κωνσταντίνος «Κώστας» Δανιηλίδης, англ. Konstantinos «Kostas» Daniilidis) — греко-американский учёный в области электротехники и инженер, профессор департамента вычислительных и информационных систем Школы инженерных и прикладных наук Пенсильванского университета, специалист в сфере компьютерного зрения и роботики. Член Института инженеров электротехники и электроники (2012).
h-индекс = 60, процитирован > 11 720 раз.

## Биография

### Образование
Афинский национальный технический университет (диплом электротехника, 1986), Технологический институт Карлсруэ (магистр информатики, 1989; доктор философии в области информатики, 1992).

### Карьера
1993—1997 — ассистент-профессор департамента информатики Кильского университета (Германия).
1997: служба в греческой армии.
1998—н. в.: ассистент-профессор (1998—2003), ассоциированный профессор (2003—2009), профессор (2009—н. в.), заместитель декана по вопросам последипломного образования (2012—2016) департамента вычислительных и информационных систем Школы инженерных и прикладных наук Пенсильванского университета.
2008—2013: директор лаборатории общей роботики, автоматики, очувствления и восприятия (GRASP) при Школе инженерных и прикладных наук Пенсильванского университета. В настоящее время — сотрудник GRASP.
2012—н. в.: соучредитель и научный консультант компании Cognitive Operational Systems (COSY), являющейся спин-оффом GRASP. COSY занимается использованием университетских исследований для выработки отраслевых решений в области компьютерного зрения, восприятия и искусственного интеллекта.
Помощник редактора научного журнала «IEEE Transactions on Pattern Analysis and Machine Intelligence» (2003—2007).
Автор многочисленных научных статей.

## Награды и премии
- 2001— Ford Motor Company Award for Best Faculty Advising in Penn Engineering[4]
- 2017 — ICRA Best Conference Paper[9]